# Lista över fornlämningar i Gotlands kommun (Guldrupe)
Lista över fornlämningar i Gotlands kommun (Guldrupe) är en förteckning av ett urval av de fornlämningar som finns i Guldrupe i Gotlands kommun.
| Namn          | Lämningstyp                      | Tillkomsttid | Historisk indelning | Plats | Läge                 | ID-nr          | Bild                                      |
| ------------- | -------------------------------- | ------------ | ------------------- | ----- | -------------------- | -------------- | ----------------------------------------- |
| Guldrupe 1:1  | Fornborg                         |              | Guldrupe, Gotland   |       | 57.430365, 18.433076 | 10092700010001 | Ladda upp en bild av detta fornminne      |
| Guldrupe 2:1  | Stensättning                     |              | Guldrupe, Gotland   |       | 57.426592, 18.433666 | 10092700020001 | Ladda upp en bild av detta fornminne      |
| Guldrupe 2:2  | Stensättning                     |              | Guldrupe, Gotland   |       | 57.426475, 18.433594 | 10092700020002 | Ladda upp en bild av detta fornminne      |
| Guldrupe 3:1  | Gravfält                         |              | Guldrupe, Gotland   |       | 57.427110, 18.433494 | 10092700030001 | Ladda upp en bild av detta fornminne      |
| Guldrupe 4:1  | Gravfält                         |              | Guldrupe, Gotland   |       | 57.423567, 18.429280 | 10092700040001 | Ladda upp en bild av detta fornminne      |
| Guldrupe 6:1  | Husgrund, förhistorisk/medeltida |              | Guldrupe, Gotland   |       | 57.424048, 18.423761 | 10092700060001 | Ladda upp en bild av detta fornminne      |
| Guldrupe 6:4  | Husgrund, förhistorisk/medeltida |              | Guldrupe, Gotland   |       | 57.423552, 18.423334 | 10092700060004 | Ladda upp en bild av detta fornminne      |
| Guldrupe 10:1 | Husgrund, förhistorisk/medeltida |              | Guldrupe, Gotland   |       | 57.417994, 18.425237 | 10092700100001 | Ladda upp en bild av detta fornminne      |
| Guldrupe 10:2 | Stensättning                     |              | Guldrupe, Gotland   |       | 57.418030, 18.424961 | 10092700100002 | Ladda upp en bild av detta fornminne      |
| Guldrupe 11:1 | Gravfält                         |              | Guldrupe, Gotland   |       | 57.436523, 18.444750 | 10092700110001 | Ladda upp en till bild av detta fornminne |
| Guldrupe 14:1 | Minnesmärke                      |              | Guldrupe, Gotland   |       | 57.441008, 18.452687 | 10092700140001 | Ladda upp en till bild av detta fornminne |
| Guldrupe 16:1 | Stensättning                     |              | Guldrupe, Gotland   |       | 57.423518, 18.427979 | 10092700160001 | Ladda upp en bild av detta fornminne      |
| Guldrupe 18:1 | Stensättning                     |              | Guldrupe, Gotland   |       | 57.432256, 18.446150 | 10092700180001 | Ladda upp en bild av detta fornminne      |
| Guldrupe 21:1 | Gravfält                         |              | Guldrupe, Gotland   |       | 57.415990, 18.427252 | 10092700210001 | Ladda upp en bild av detta fornminne      |
| Guldrupe 23:1 | Husgrund, förhistorisk/medeltida |              | Guldrupe, Gotland   |       | 57.416490, 18.427884 | 11000000001166 | Ladda upp en bild av detta fornminne      |
| Guldrupe 28:1 | Husgrund, förhistorisk/medeltida |              | Guldrupe, Gotland   |       | 57.416379, 18.424024 | 11000000001168 | Ladda upp en bild av detta fornminne      |
| Guldrupe 28:2 | Husgrund, förhistorisk/medeltida |              | Guldrupe, Gotland   |       | 57.416487, 18.424795 | 11000000001169 | Ladda upp en bild av detta fornminne      |
| Guldrupe 28:3 | Husgrund, förhistorisk/medeltida |              | Guldrupe, Gotland   |       | 57.416782, 18.424659 | 11000000001170 | Ladda upp en bild av detta fornminne      |
| Guldrupe 28:5 | Hällristning                     |              | Guldrupe, Gotland   |       | 57.416789, 18.424504 | 11100000000733 | Ladda upp en bild av detta fornminne      |
| Guldrupe 28:8 | Husgrund, förhistorisk/medeltida |              | Guldrupe, Gotland   |       | 57.416987, 18.426573 | 11000000001172 | Ladda upp en bild av detta fornminne      |
| Guldrupe 32:1 | Husgrund, förhistorisk/medeltida |              | Guldrupe, Gotland   |       | 57.418014, 18.452108 | 10092700320001 | Ladda upp en bild av detta fornminne      |
| Guldrupe 32:2 | Husgrund, förhistorisk/medeltida |              | Guldrupe, Gotland   |       | 57.417952, 18.452382 | 10092700320002 | Ladda upp en bild av detta fornminne      |
| Guldrupe 32:3 | Husgrund, förhistorisk/medeltida |              | Guldrupe, Gotland   |       | 57.418146, 18.452677 | 10092700320003 | Ladda upp en bild av detta fornminne      |
| Guldrupe 32:4 | Husgrund, förhistorisk/medeltida |              | Guldrupe, Gotland   |       | 57.418332, 18.452035 | 10092700320004 | Ladda upp en bild av detta fornminne      |
| Guldrupe 32:5 | Husgrund, förhistorisk/medeltida |              | Guldrupe, Gotland   |       | 57.418242, 18.451469 | 10092700320005 | Ladda upp en bild av detta fornminne      |
| Guldrupe 37:1 | Gravfält                         |              | Guldrupe, Gotland   |       | 57.430847, 18.446808 | 10092700370001 | Ladda upp en bild av detta fornminne      |
| Guldrupe 40:1 | Husgrund, förhistorisk/medeltida |              | Guldrupe, Gotland   |       | 57.443602, 18.444331 | 10092700400001 | Ladda upp en bild av detta fornminne      |
| Guldrupe 40:2 | Husgrund, förhistorisk/medeltida |              | Guldrupe, Gotland   |       | 57.443409, 18.443998 | 10092700400002 | Ladda upp en bild av detta fornminne      |
| Guldrupe 40:3 | Husgrund, förhistorisk/medeltida |              | Guldrupe, Gotland   |       | 57.443245, 18.444822 | 10092700400003 | Ladda upp en bild av detta fornminne      |
| Guldrupe 40:4 | Husgrund, förhistorisk/medeltida |              | Guldrupe, Gotland   |       | 57.442922, 18.444626 | 10092700400004 | Ladda upp en bild av detta fornminne      |
| Guldrupe 44:1 | Husgrund, förhistorisk/medeltida |              | Guldrupe, Gotland   |       | 57.444686, 18.437273 | 10092700440001 | Ladda upp en bild av detta fornminne      |
| Guldrupe 44:2 | Husgrund, förhistorisk/medeltida |              | Guldrupe, Gotland   |       | 57.444894, 18.437482 | 10092700440002 | Ladda upp en bild av detta fornminne      |
| Guldrupe 44:3 | Husgrund, förhistorisk/medeltida |              | Guldrupe, Gotland   |       | 57.444948, 18.438034 | 10092700440003 | Ladda upp en bild av detta fornminne      |
| Guldrupe 44:4 | Husgrund, förhistorisk/medeltida |              | Guldrupe, Gotland   |       | 57.444672, 18.437644 | 10092700440004 | Ladda upp en bild av detta fornminne      |
| Guldrupe 52:1 | Gravfält                         |              | Guldrupe, Gotland   |       | 57.382576, 18.460106 | 10092700520001 | Ladda upp en bild av detta fornminne      |
| Guldrupe 52:2 | Stensättning                     |              | Guldrupe, Gotland   |       | 57.382638, 18.460963 | 10092700520002 | Ladda upp en bild av detta fornminne      |
| Guldrupe 54:1 | Husgrund, förhistorisk/medeltida |              | Guldrupe, Gotland   |       | 57.391567, 18.450659 | 11000000001180 | Ladda upp en bild av detta fornminne      |
| Guldrupe 54:2 | Husgrund, förhistorisk/medeltida |              | Guldrupe, Gotland   |       | 57.391727, 18.450992 | 11000000001181 | Ladda upp en bild av detta fornminne      |
| Guldrupe 54:3 | Husgrund, förhistorisk/medeltida |              | Guldrupe, Gotland   |       | 57.391941, 18.450674 | 11000000001182 | Ladda upp en bild av detta fornminne      |
| Guldrupe 57:1 | Husgrund, förhistorisk/medeltida |              | Guldrupe, Gotland   |       | 57.429697, 18.441334 | 10092700570001 | Ladda upp en bild av detta fornminne      |
| Guldrupe 57:2 | Husgrund, förhistorisk/medeltida |              | Guldrupe, Gotland   |       | 57.429779, 18.440895 | 10092700570002 | Ladda upp en bild av detta fornminne      |
| Guldrupe 58:1 | Gravfält                         |              | Guldrupe, Gotland   |       | 57.409085, 18.447420 | 10092700580001 | Ladda upp en bild av detta fornminne      |
| Guldrupe 59:1 | Husgrund, förhistorisk/medeltida |              | Guldrupe, Gotland   |       | 57.415622, 18.465050 | 10092700590001 | Ladda upp en bild av detta fornminne      |
| Guldrupe 62:1 | Husgrund, förhistorisk/medeltida |              | Guldrupe, Gotland   |       | 57.442444, 18.447925 | 11000000001186 | Ladda upp en bild av detta fornminne      |
| Guldrupe 74:1 | Husgrund, förhistorisk/medeltida |              | Guldrupe, Gotland   |       | 57.423122, 18.443399 | 10092700740001 | Ladda upp en bild av detta fornminne      |
| Guldrupe 79:1 | Stensättning                     |              | Guldrupe, Gotland   |       | 57.426179, 18.437968 | 10092700790001 | Ladda upp en bild av detta fornminne      |
| Guldrupe 83:1 | Stensättning                     |              | Guldrupe, Gotland   |       | 57.405993, 18.431359 | 10092700830001 | Ladda upp en bild av detta fornminne      |
| Guldrupe 83:2 | Stensättning                     |              | Guldrupe, Gotland   |       | 57.405915, 18.431397 | 10092700830002 | Ladda upp en bild av detta fornminne      |
| Guldrupe 83:3 | Stensättning                     |              | Guldrupe, Gotland   |       | 57.405924, 18.431159 | 10092700830003 | Ladda upp en bild av detta fornminne      |
| Guldrupe 84:1 | Stensättning                     |              | Guldrupe, Gotland   |       | 57.412752, 18.431921 | 10092700840001 | Ladda upp en bild av detta fornminne      |
| Guldrupe 86:1 | Husgrund, förhistorisk/medeltida |              | Guldrupe, Gotland   |       | 57.417356, 18.428969 | 10092700860001 | Ladda upp en bild av detta fornminne      |
| Guldrupe 87:1 | Stensättning                     |              | Guldrupe, Gotland   |       | 57.418877, 18.428226 | 10092700870001 | Ladda upp en bild av detta fornminne      |
| Guldrupe 88:1 | Husgrund, förhistorisk/medeltida |              | Guldrupe, Gotland   |       | 57.418844, 18.417449 | 10092700880001 | Ladda upp en bild av detta fornminne      |
| Guldrupe 88:2 | Husgrund, förhistorisk/medeltida |              | Guldrupe, Gotland   |       | 57.418799, 18.418158 | 10092700880002 | Ladda upp en bild av detta fornminne      |
| Guldrupe 89:1 | Husgrund, förhistorisk/medeltida |              | Guldrupe, Gotland   |       | 57.417831, 18.417961 | 10092700890001 | Ladda upp en bild av detta fornminne      |
| Guldrupe 89:2 | Husgrund, förhistorisk/medeltida |              | Guldrupe, Gotland   |       | 57.417650, 18.417514 | 10092700890002 | Ladda upp en bild av detta fornminne      |